# Sweet Sixteen (альбом)
| Оценки критиков | Оценки критиков |
| Источник        | Оценка          |
| --------------- | --------------- |
| Allmusic        | [ 1 ]           |

Sweet Sixteen — шестнадцатый студийный альбом американской кантри-певицы Рибы МакИнтайр, изданный 1 мая 1989 года на студии MCA Nashville. Альбом достиг № 1 в кантри хит-параде Top Country Albums. Тираж альбома превысил 1 млн копий и он получил платиновый статус RIAA.

## История
С альбома вышло четыре сингла: «Cathy’s Clown» (кавер-версия песня группы Everly Brothers), «Til' Love Comes Again», «Little Girl» и «Walk On», которые соответственно достигли #1, #4, #7 и #2 в кантри-чарте Billboard Hot Country Songs. Сингл «Cathy’s Clown» стал её 14-м хитом, возглавившим этот хит-парад кантри-музыки.
Альбом Sweet Sixteen лидировал 13 недель подряд в кантри-чарте Top Country Albums.

## Список композиций
1. «Cathy’s Clown» (Don Everly) — 3:08
2. «'Til Love Comes Again» (Bob Regan, Ed Hill) — 3:38
3. «It Always Rains on Saturday» (Kendal Franceschi, Quentin Powers, Reba McEntire) — 4:26
4. «Am I the Only One Who Cares» (Don Schlitz, McEntire) — 3:02
5. «Somebody Up There Likes Me» (Suzi Hoskins-Wills, Bill Cooley) — 3:05
6. «You Must Really Love Me» (Schlitz, McEntire) — 3:05
7. «Say the Word» (Tom Shapiro, Chris Waters, Michael Garvin) — 2:46
8. «Little Girl» (Franceschi, Powers) — 3:23
9. «Walk On» (Steve Dean, Lonnie Williams) — 3:09
10. «A New Love» (Dave Loggins) — 3:24

## Чарты

### Альбом
| Чарт (1989)                       | Лучший результат |
| --------------------------------- | ---------------- |
| U.S. Billboard Top Country Albums | 1                |
| U.S. Billboard 200                | 78               |
| Canadian RPM Country Albums       | 1                |

### Синглы
| Год  | Сингл                   | Лучший результат | Лучший результат |
| Год  | Сингл                   | US Country       | CAN Country      |
| ---- | ----------------------- | ---------------- | ---------------- |
| 1989 | «Cathy’s Clown»         | 1                | 1                |
| 1989 | «Til' Love Comes Again» | 4                | 5                |
| 1989 | «Little Girl»           | 7                | 7                |
| 1990 | «Walk On»               | 2                | 1                |

## Сертификации
| Регион                                                      | Сертификация | Продажи    |
| ----------------------------------------------------------- | ------------ | ---------- |
| США (RIAA)                                                  | Платиновый   | 1 000 000^ |
| ^ Данные о тиражах приведены только на основе сертификации. |              |            |